# Fundación Centro de Estudios Latinoamericanos Rómulo Gallegos
Fundación Centro de Estudios Latinoamericanos Rómulo Gallegos es una fundación del Estado venezolano para el estudio y la promoción de la cultura latinoamericana, con énfasis en la vida y obra de Rómulo Gallegos.

## Historia
Creado el 30 de julio de 1974, por decreto de la presidenta del Instituto Nacional de Cultura y Bellas Artes, de Cultura Lucila Velásquez, promovido por una comisión de intelectuales venezolanos: José Ramón Medina, Juan Liscano, Salvador Garmendia, Adriano González León, Pedro Díaz Seijas, Manuel Alfredo Rodríguez y Domingo Miliani. Como fundadores asesores: Leopoldo Zea, Arturo Uslar Pietri, Miguel Otero Silva y Simón Alberto Consalvi. Concluido el trabajo de la comisión, el 1 de agosto, se designó a la primera directiva. 
Desde sus inicios, el CELARG ha sido dirigido por: Manuel Alfredo Rodríguez (1975-1981); lyll Barceló Sifontes (1981-1984); Eduardo Casanova (1984-1986); Gustavo Díaz Solís (1986-1991); Luis Pastori (1991-1994); Elías Pino Iturrieta (1994-1999); Domingo Miliani (1999-2000); Rigoberto Lanz (2000-2001); Roberto Hernández Montoya (2001-2023) y Pedro Calzadilla (2023-presente).
En 1985, el centro se convirtió en una fundación, con nueva sede en la Casa de Rómulo Gallegos, complejo para el desarrollo de actividades académicas y culturales, de aproximadamente 10.000 m2, con todas las funciones para las investigaciones y eventos públicos, en la avenida Luis Roche de Altamira, construida en terrenos donde se encontraba la última residencia del escritor venezolano.